# Adrian Cosma

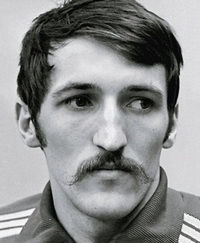
Adrian Cosma

Adrian Cosma (* 5. Juni 1950 in Bukarest; † 1996) ist ein ehemaliger rumänischer Handballspieler.

## Leben
Cosma spielte zunächst bei Dinamo Bukarest. Er holte mit der Nationalmannschaft 1972 bei den Olympischen Spielen in München eine Bronzemedaille und gewann zudem im Jahr 1974 mit dem Team bei der Handball-Weltmeisterschaft in Berlin den WM-Titel. Außerdem errang er zwei Jahre später mit der Nationalmannschaft bei den Olympischen Spielen in Montreal eine Silbermedaille. Im Jahr 1980 holte er erneut mit der Mannschaft bei den Olympischen Spielen in Moskau eine Bronzemedaille. Insgesamt spielte er 130 Mal für die Nationalmannschaft und erzielte dabei 250 Tore.

## Ehrungen
- Cosma erhielt den Titel Maestru Emerit al Sportului (Verdienter Meister des Sports)